# モバーシャル
モバーシャル 株式会社は、東京都渋谷区に本社を置き、独自のモバイルシステムとウェブシステムを活用した映像制作を行う日本の企業である。

## 概要
映像の大量生産による低価格での作成を行う。独自のモバイルとウェブによる映像配信システムにより、企業や人材採用などの様々な分野から映像作成を受注し利用されている。
企画・撮影・編集・加工・エンコード・配信を一括で行う業務形態をとっている。

## 沿革
- 2008年3月 - PIP「インタラクティブ映像」を開始
- 2007年3月 - 渋谷区に開業

## 主な業種
- 企業
- 不動産
- 飲食
- 商品
- 学校・スクール
- 美容・エステ
- 観光・旅行
- ホテル・旅館
- デパート・百貨店
- スポーツ・フィットネス
- アミューズメント・エンターテイメント
- イベント